# Xanthophenax microspilus
Xanthophenax microspilus är en stekelart som först beskrevs av Cameron 1910.  Xanthophenax microspilus ingår i släktet Xanthophenax och familjen brokparasitsteklar. Inga underarter finns listade i Catalogue of Life.